# Hra (The Game)

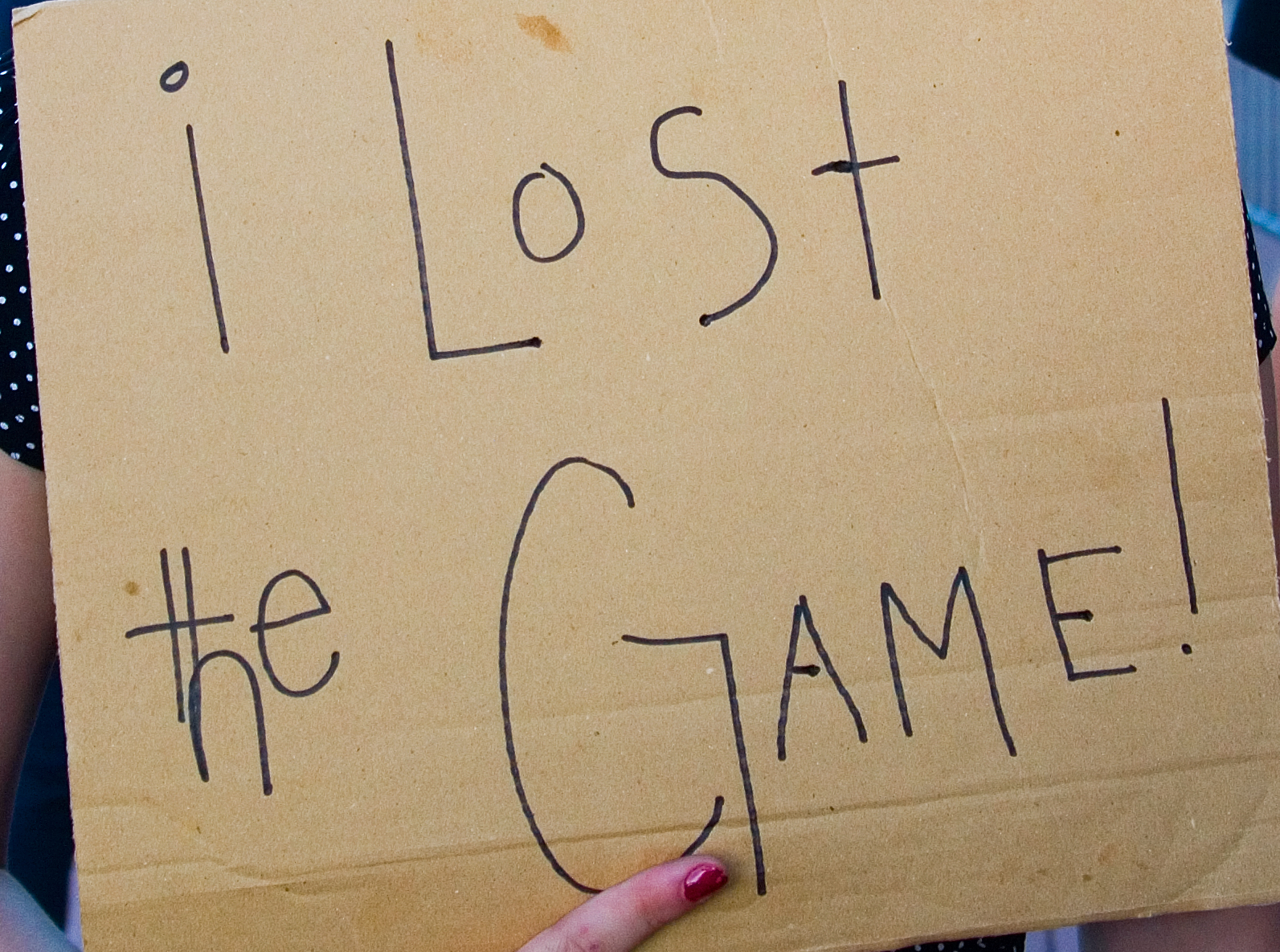
Nevyhnutelné oznámení o prohře muže být i písemné

Hra (anglicky The Game) je hra založená na myšlenkách. Cílem této hry je nemyslet na to, že hru hrajete. Jakékoliv pomyšlení na Hru vede k prohře, prohru zároveň hráč musí neprodleně oznámit jinému hráči. Za normálních okolností hru nelze vyhrát – hráči se pouze snaží na Hru co nejdéle nemyslet, tedy neprohrávat. Jen málo studentů tuto hru označuje jako zbytečnou a nesmyslnou, mnoho z nich ji dokonce popisuje jako zábavnou výzvu.[nedostupný zdroj] Počet hráčů není určen, teoreticky totiž hraje celý svět, jen o tom někteří hráči ještě nevědí.

## Hra

### Pravidla
Existují tři základní pravidla Hry:
1. Pokud o Hře víte, hrajete ji. (Někdy také: „Každý hraje Hru.“)
2. Kdykoliv někdo pomyslí na Hru, prohrává. Po uplynutí dohodnutého intervalu 30 minut však začíná automaticky hrát znovu. (V některých interpretacích poté, jakmile na ni zapomene.)
3. Prohra musí být neprodleně oznámena alespoň jednomu spoluhráči, případně hlasitým zvoláním (s použitím fráze jako „Prohrál jsem.“, „I lost the Game.“ a podobně).

### Konec hry
Ačkoliv konec Hry není řádně definován, některé variace Hry například umožňují dohodnutý interval po posledním oznámení o konci, ve kterém nemůžete prohrát. Jedna z nejrozšířenějších interpretací konce hry je, že skončí, až anglický král prohlásí na novoročním projevu, že prohrál. Na internetu se také občas objevují obrázky s nápisy jako „You just won the game!“, které se snaží Hru pro hráče ukončit tím, že mu po jejich přečtení umožní Hru vyhrát.

### Strategie
Spousta hráčů si vyvinula vlastní strategii, jak přinutit ostatní hráče prohrát, například zdůraznění výrazu „Hra / The Game“ v rozhovoru či jiném kontextu, psaní skrytých lístečků, graffiti na veřejných místech, nebo například napsání vzkazu na bankovky a poslání je do oběhu.

### Aditivní pravidla
Z důvodu rozmachu sociálních sítí se v některých kruzích zakazuje oznamování prohry do online chatů (především skupinových). Díky trvalosti daných oznámení či následné vytváření asociací na daný chat je velká pravděpodobnost spuštění nezastavitelných řetězových reakcí proher, které by mohly demotivovat některé hráče v pokračování ve hraní, což by narušovalo hlavní principy hry.

## Psychologie
Hra je založena na psychologickém problému nemyslet na určitý jev či dané téma. Je způsobem tréninku mozku pomocí myšlení, nebo naopak nemyšlení „na povel“.

## Původ
Původ Hry není jistý. Jedna z teorií je, že ji založili dva muži, kterým ujel poslední vlak a museli čekat na nádraží celou noc, jako zábavu si dali za úkol nemyslet na svůj problém a každý, kdo jako první vlak zmínil, prohrál. Další z variant je, že vznikla v Londýně v roce 1996 čistě za účelem otravovat lidi. První zmínka na internetu pochází z roku 2002.